# Belegrád (Nyírtelek)
Belegrád ist ein Stadtteil von Nyírtelek im Kreis Nyíregyháza im Komitat Szabolcs-Szatmár-Bereg. Er liegt etwa 6 Kilometer nordwestlich des Zentrums von Nyírtelek und 15 Kilometer nordwestlich des Komitatssitzes Nyíregyháza. Im Jahr 2011 hatte Belegrád 345 Einwohner.
Im Ort gibt es die römisch-katholische Kapelle Szent Erzsébet.
Durch Belegrád verläuft die Landstraße Nr. 3635. Es bestehen Busverbindungen über Nyírtelek nach Nyíregyháza.
Der nächstgelegene Bahnhof Görögszállás befindet sich einen Kilometer nördlich.